# Aethalopteryx squameus
Aethalopteryx squameus is een vlinder uit de familie houtboorders (Cossidae). De wetenschappelijke naam van deze soort werd voor het eerst geldig gepubliceerd in 1902 door Distant.
De soort komt voor in tropisch Afrika.